# Aulus Cascellius
Aulus Cascellius római író az i. e. 1. századból.
Volcatius tanítványa, Cicero kortársa volt. Mint köztársaságpárti ember, Julius Caesar és a triumvirek kibontakozó önkényével szemben bátran fellépett. Egy „Liber bene dictorum" című munkáját ismerjük.